# 1870年代電影

## 電影列表
漢語電影依漢語拼音，所有非漢語電影依其在網際網路電影資料庫中的英文名稱排列。
| 片名     | 原名             | 語言 | 國家／地區 | 年份   |
| 金星凌日 | Passage de Venus | 無聲 | 法國       | 1874年 |